# Gustaf Widström
Gustaf Adolf Widström, född 30 september 1878 i Karlstad, död 7 oktober 1967 i Landskrona, var en svensk industriman.
Efter mogenhetsexamen i Karlstad 1896 studerade Widström vid Kungliga Tekniska högskolan (kemi) 1896–1899. Han anställdes vid Skånska Sockerfabriks AB i Landskrona 1899, var verkmästare där 1904–1907, blev disponentassistent vid Svenska Sockerfabriks AB i Landskrona 1908 och disponent vid sockerraffinaderiet där från 1910.
Widström var styrelseledamot i Skånska Bomullskrutfabriks AB i Annelöv från 1918, i Nya Varvs AB Öresund från 1923, delegat för Landskrona i Sydsvenska Kraft AB från 1930 och styrelseledamot i Landskrona-Eslövs Järnvägs AB från 1934. Han var ledamot av stadsfullmäktige från 1930, av drätselkammaren från 1931, av belysnings- och vattenverksstyrelsen från 1912 och av hamndirektionen 1924–1933. Gustaf Widström är begravd på Landskrona kyrkogård.